# Julien Lebas
Julien Lebas (Saint-Lô, 9 de junio de 1924 - ibidem, 25 de noviembre de 2021) fue un atleta francés especializado en la prueba de 4 × 100 m, en la que consiguió ser subcampeón europeo en 1946.

## Carrera deportiva
En el Campeonato Europeo de Atletismo de 1946 ganó la medalla de plata en los relevos de 4 x 100 metros, llegando a meta en un tiempo de 42.0 segundos, tras Suecia (oro con 41.5 segundos) y por delante de Checoslovaquia (bronce también con 42.0 segundos).